# Jan Kott
Jan Kott, 27 octobre 1914 à Varsovie et mort le 22 ou le 23 décembre 2001 Santa Monica, est un critique et théoricien du théâtre polonais.

## Biographie
Né à Varsovie en 1914, dans une famille juive, émancipée depuis plusieurs générations, Jan Kott fut baptisé en 1919. À partir de 1927, il fréquenta un lycée à Varsovie. Entre 1932 et 1936 il étudia le droit à l'université de Varsovie puis la littérature à la Sorbonne. Il débuta en 1932 avec l'article « La crise des goûts esthétiques ». Très influencé par les théoriciens marxistes, il travailla dans la Caisse nationale de la sécurité sociale tout en fréquentant les milieux littéraires. Il participa à la campagne de septembre 1939 puis vécut du côté aryen, cachant ses origines juives. Lui et son épouse Lidia survécurent grâce à leurs amis. Communiste engagé dans la reconstruction de la nouvelle Pologne Jan Kott travailla comme journaliste, feuilletoniste et critique de théâtre. Professeur de l'université de Wrocław (1949-1952) puis celle de Varsovie (1952-1966). En 1964, il signa la lettre célèbre des 34 intellectuels contre la censure et les limitations de la liberté créatrice par le régime communiste. Il quitta le pays en 1966 pour rejoindre les États-Unis. Il travailla comme consultant pour le Burgtheater de Vienne et le Piccolo Teatro de Milan et enseigna à l'université Yale et de Berkeley. Poète, traducteur et critique, il fut aussi un des plus brillants essayiste de l'école polonaise. Il est décédé à Santa Monica (Californie) après une crise cardiaque en 2001.

## Œuvre critique

### Théoricien marxiste puis dissident
Kott devint célèbre après la Deuxième Guerre mondiale, d'abord en tant que rédacteur en chef de la revue littéraire marxiste Kuznica puis comme théoricien majeur du Réalisme socialiste en Pologne. Il défendait un courant de réalisme socialiste selon les critères imposés par le Kremlin. Cf. ses essais Mythologie et réalisme, éd. Czytelnik 1946 ou son article dénonçant la cécité d'André Gide dans Retour d'URSS [Kuznica no 2 r1 /1.7.1945]. Au cœur de son approche critique était le désir de voir la littérature de la « Pologne Nouvelle » s'inspirer de Maïakovki et des auteurs marxistes. Il mit son talent au service du combat contre la littérature « bourgeoise ». Il vilipenda le sens de la fidélité absurde des combattants de la Résistance polonaise au gouvernement en exil de Londres pendant la Deuxième Guerre mondiale (célèbre polémique autour de Joseph Conrad et de son Lord Jim). Toutefois, après le XXe Congrès du PC d'URSS, la révolte des ouvriers polonais à Poznań, le refus de l'Association des Gens de Lettres polonais de se soumettre plus longtemps au diktat politique absolu en matière de création littéraire, il rendit sa carte du parti communiste en 1957.

### Shakespeare et le théâtre contemporain auXXesiècle
Chroniqueur de la scène théâtrale depuis toujours, Kott devient célèbre pour ses lectures des classiques, et particulièrement de Shakespeare. Ses ouvrages sur Shakespeare (Szkice o Szekspirze (1961)
Szekspir współczesny (1965), (Shakespeare, notre contemporain), devinrent  vite un des travaux les plus lus dans le monde entier d'un théoricien polonais du théâtre. Le livre interprétait Shakespeare à la lumière des expériences philosophiques, existentielles et politiques du XXe siècle, puisant largement dans le souvenir des propres expériences personnelles de Kott. Cet accent autobiographique devint le signe distinctif de son approche critique. Kott chercha à mettre en parallèle Shakespeare avec Eugène Ionesco et Samuel Beckett, mais ses intuitions les plus brillantes provenaient du lien entre Shakespeare et l'expérience quotidienne de la vie des citoyens sous le totalitarisme. Il choisit une approche tout à fait similaire dans sa lecture de la tragédie grecque dans Manger les Dieux.
Des films comme Le Roi Lear de Peter Brook que le Macbeth de Roman Polanski (tous deux tournés en 1971) sont largement influencés par la vision de Kott des grandes tragédies de Shakespeare comme préfiguration du « cauchemar de l'histoire » au XXe siècle. 
Kott écrit plus de 30 livres et de nombreux articles dans des publications américaines majeures comme The New Republic, The Partisan Review ou The New York Review of Books.
Autour de Shakespeare et de la tragédie grecque, il écrivit aussi à propos du théâtre japonais, Tadeusz Kantor et Jerzy Grotowski. Il a réalisé de nombreuses traductions en polonais et anglais, notamment des œuvres de Jean-Paul Sartre, Denis Diderot, Eugène Ionesco et Molière.

## Œuvres disponibles en français
- Shakespeare notre contemporain, traduction d'Anna Posner, préface de Peter Brook, Payot, coll. « Essais Payot », 1993  (ISBN 9782228886222) coll. « Petite bibliothèque Payot », no 593, 2006, 395 p.,  (ISBN 2228900990)
  - première édition : Shakespeare notre contemporain, traduction d'Anna Posner, coll. « Les Temps modernes », Julliard, 1962
  - deuxième édition : Shakespeare, notre contemporain. Une magistrale redécouverte de l’œuvre shakespearienne dans la lumière de notre temps, coll. « Marabout Université », no 72, Gérard, Verviers, 1965